# Veintiocho de Noviembre
Veintiocho de Noviembre  è un comune (municipio in spagnolo) dell'Argentina, appartenente alla provincia di Santa Cruz, nel dipartimento di Güer Aike.
La città, nata come città mineraria nel 1959, ha ricevuto lo status di ciudad il 10 dicembre 1987.
In base al censimento del 2001, nel territorio comunale dimorano 4.686 abitanti, con un aumento del 41,27% rispetto al censimento precedente (1991).